# Federico Castelluccio
Federico Castelluccio (29 de abril de 1964) es un actor y artista visual italoestadounidense, mayormente conocido como Furio Giunta en la serie de televisión Los Soprano.

## Primeros años
Nacido en Nápoles, Italia, su familia emigró hacia Paterson, Nueva Jersey en 1968. En 1982, Castelluccio ganó una beca completa en la escuela de artes visuales de la Ciudad de Nueva York, donde consiguió títulos en pintura y arte en medios de comunicación. Justo antes de la beca, Federico recibió una oportunidad de hacer una pintura para el actor George Burns.